# Anteros roratus
Anteros roratus är en fjärilsart som beskrevs av Frederick DuCane Godman och Osbert Salvin 1886. Anteros roratus ingår i släktet Anteros och familjen Riodinidae. Inga underarter finns listade i Catalogue of Life.